# Лугайд Йардонн
Лугайд Йардонн (ірл. Lugaid Íardonn) — верховний король Ірландії (за середньовічною ірландською історичною традицією). Час правління: 658–649 до н. е. (згідно «Історії Ірландії» Джеффрі Кітінга) або 881–872 до н. е. (згідно хроніки Чотирьох Майстрів). Син Енна Дерга — Енни Червоного (ірл. — Énna Derg) — верховного короля Ірландії. Прийшов до влади після смерті свого батька, що помер від чуми під час епідемії. Правив Ірландією протягом 9 років. Був вбитий в битві Рах Клохайр (ірл. — Ráth Clochair) Сірламом — сином верховного короля Ірландії Фінна мак Блаха. «Книга захоплень Ірландії» синхронізує його правління з часом правління царя Артаксеркса I (465–424 до н. е.) в Персії, що сумнівно.